# Manifestis Probatum

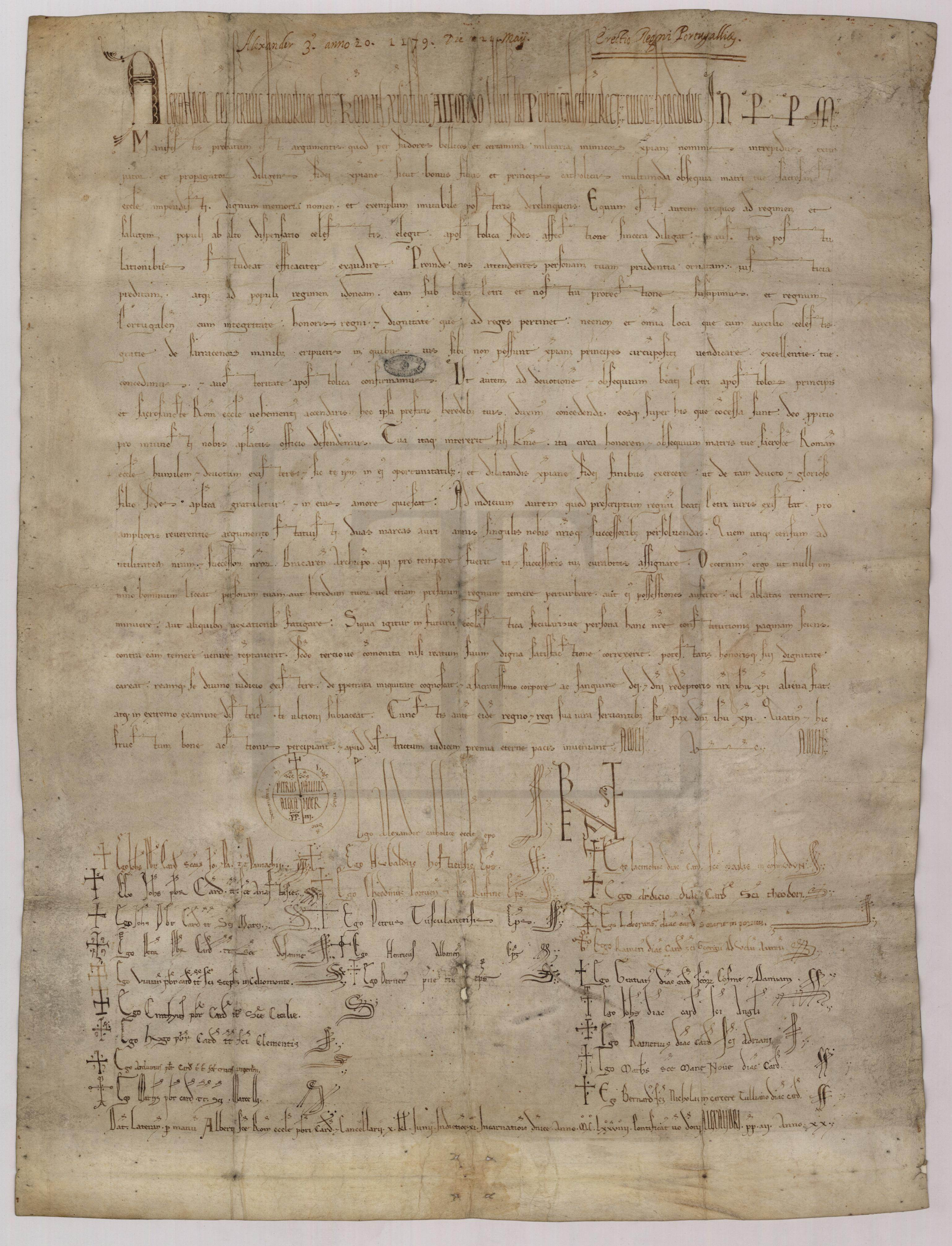
A bula papal Manifestis Probatum

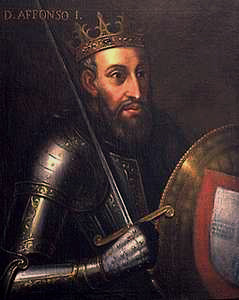
D. Afonso Henriques, primeiro rei de Portugal

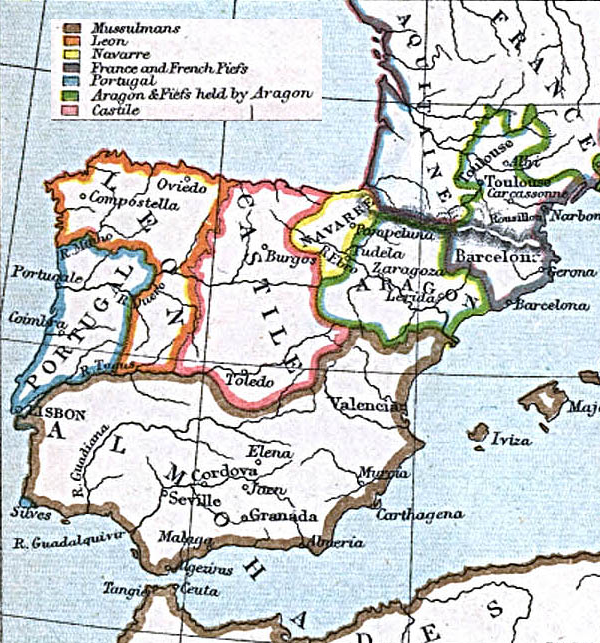
O Reino de Portugal na Península Ibérica (1210)

Manifestis Probatum (ou Manifestus Probatum) é uma bula emitida pelo Papa Alexandre III, a 23 de maio de 1179, que declarou o Condado Portucalense independente do Reino de Leão, e D. Afonso Henriques, o seu soberano. Esta bula reconheceu a validade do Tratado de Zamora, assinado a 5 de outubro de 1143 em Zamora, pelo rei de Leão, e por D. Afonso Henriques.

## História
O Condado Portucalense era um pequeno território pertencente ao Reino de Leão, que o rei deste cedera, juntamente com a mão da sua filha, D. Teresa, a D. Henrique de Borgonha, um cavaleiro francês que veio ajudar o monarca leonense na luta contra os muçulmanos.
Juntos, D. Teresa e D. Henrique tiveram um filho, D. Afonso Henriques. Quando D. Henrique faleceu, a viúva, D. Teresa, herdou o Condado.
Já desde 1128 que D. Afonso Henriques acreditava que o Condado Portucalense devia ser independente. No entanto, a sua mãe, aconselhada pela nobreza galega e pelo seu novo marido, também galego, não acreditava nesta possibilidade, sendo contra ela.
Incitado e encorajado pela nobreza e pelo clero portucalenses, D. Afonso Henriques travou contra a mãe a batalha de São Mamede (1128), vencendo-a. Tornou-se então conde e estabeleceu duas prioridades:
1. Tornar independente o condado;
2. Conquistar território aos sarracenos, que ocupavam ainda uma boa parte da Península Ibérica.

Em 5 de outubro de 1143, foi assinado pelo próprio Afonso Henriques e pelo primo, rei de Leão, o Tratado de Zamora, segundo o qual o rei de Leão reconheceu a independência do Condado Portucalense, que passou a denominar-se Portugal. No entanto, só em 23 de Maio de 1179 é que o Papa Alexandre III aceitou e reconheceu, pela primeira vez, o reino de Portugal e D. Afonso I como seu primeiro monarca.

## A Bula
A Bula reza (em português atual e no original em latim):

"Alexandre, Bispo, Servo dos Servos de Deus, ao Caríssimo filho em Cristo, Afonso, Ilustre Rei dos Portugueses, e a seus herdeiros, 'in perpetuum'.
Está claramente demonstrado que, como bom filho e príncipe católico, prestaste inumeráveis serviços a tua mãe, a Santa Igreja, exterminando intrepidamente em porfiados trabalhos e proezas militares os inimigos do nome cristão e propagando diligentemente a fé cristã, assim deixaste aos vindouros nome digno de memória e exemplo merecedor de imitação. Deve a fé Apostólica amar com sincero afecto e procurar atender eficazmente, em suas justas súplicas, os que a Providência divina escolheu para governo e salvação do povo. Por isso, Nós, atendemos às qualidades de prudência, justiça e idoneidade de governo que ilustram a tua pessoa, tomamo-la sob a proteção de São Pedro e nossa, e concedemos e confirmamos por autoridade apostólica ao teu excelso domínio o reino de Portugal com inteiras honras de reino e a dignidade que aos reis pertence, bem como todos os lugares que com o auxílio da graça celeste conquistaste das mãos dos Sarracenos e nos quais não podem reivindicar direitos os vizinhos príncipes cristãos. E para que mais te fervores em devoção e serviço ao príncipe dos apóstolos S. Pedro e à Santa Igreja de Roma, decidimos fazer a mesma concessão a teus herdeiros e, com a ajuda de Deus, prometemos defender-lha, quanto caiba em nosso apostólico magistério. Continua, pois, a mostrar-te filho caríssimo, tão humilde e devotado à honra e serviço da tua mãe, a Santa Igreja Romana, e a ocupar-te em defender os seus interesses a dilatar a fé cristã de tal modo que esta Sé Apostólica possa alegrar-se de tão devoto e glorioso filho e não duvide da sua afeição. Para significar que o referido reino pertence a São Pedro, determinaste como testemunho de maior reverência pagar anualmente dois marcos de oiro a Nós e aos nossos sucessores. Cuidarás, por isso, de entregar tu e os teus sucessores, ao Arcebispo de Braga pro tempore, o censo que a Nós e a nossos sucessores pertence. Determinamos, portanto, que a nenhum homem seja lícito perturbar temerariamente a tua pessoa ou as dos teus herdeiros e bem assim o referido reino, nem tirar o que a este pertence ou, tirado, retê-lo, diminuí-lo ou fazer-lhe quaisquer imposições. Se de futuro qualquer pessoa eclesiástica ou secular intentar cientemente contra o que dispomos nesta nossa Constituição, e não apresentar satisfação condigna depois de segunda ou terceira advertência, seja privada da dignidade da sua honra e poder, saiba que tem de prestar contas a Deus por ter cometido uma iniquidade, não comungue do sacratíssimo Corpo e Sangue de Jesus Cristo nosso divino Senhor e Redentor, e nem na hora da morte se lhe levante a pena. Com todos, porém, que respeitarem os direitos do mesmo reino e do seu rei, seja a paz de Nosso Senhor Jesus Cristo, para que neste mundo recolham o fruto das boas obras e junto do soberano juiz encontrem o prémio da eterna paz. Ámen. Ámen."

Pedro, Paulo, Alexandre PP. III Eu Alexandre, Bispo da Igreja Católica SS BENE VALETE

Eu Ubaldo Bispo de Óstia SS
Eu Teodino Bispo do Porto e de Santa Rufina SS
Eu Pedro Bispo de Frascati SS
Eu Henrique Bispo de Albano SS
Eu Bernardo Bispo de Palestrina SS
Eu João Cardeal presbítero do título dos Santos João e Paulo e de Pamáquio SS
Eu João Cardeal presbítero do título de Santa Anastásia SS
Eu João Cardeal presbítero do título de S. Marcos SS
Eu Pedro Cardeal presbítero do título de Santa Susana SS
Eu Viviano Cardeal presbítero do título de Santo Estêvão no Monte Celio SS
Eu Cíntio Cardeal presbítero do título de Santa Cecília SS
Eu Hugo Cardeal presbítero do título de S. Clemente SS
Eu Arduino Cardeal presbítero do título de Santa Cruz em Jerusalém SS
Eu Mateus Cardeal presbítero do título de S. Marcelo SS
Eu Jacinto Cardeal diácono do título de Santa Maria em Cosmedína SS
Eu Ardício Cardeal diácono do título de S. Teodoro SS
Eu Laborana Cardeal diácono do título de Santa Maria in Porticu SS
Eu Rainério Cardeal diácono do título de S. Jorge em Velabro SS
Eu Graciano Cardeal diácono do título dos Santos Cosme e Damião SS
Eu João Cardeal diácono do título de Santo Angelo SS
Eu Rainério Cardeal diácono do título de Santo Adriano SS
Eu Mateus Cardeal diácono do título de Santa Maria-a-Nova SS
Eu Bernardo Cardeal diácono do título de S. Nicolau in Carcere Tulliano SS

Dada em Latrão, por mão de Alberto, Cardeal presbítero e Chanceler da Santa Igreja Romana, a 10 das kalendas de Junho (23 de Maio), indicção XI, ano MCLXXVIIII da Encarnação do Senhor e XX do Pontificado do Papa Alexandre III.
(português)

SS - "Subscrevi".
Texto em latim:

"Alexander Episcopus, servus servorum Dei, Charissimo in Christo filio Alpohso illustri Portugalensium Regi, eiusque Haeredibus, in perpetuam rei memoriam.
Manifestis probatum est argumentis quod per sudores bellicos et certamina militaria inimicorum Christiani nominis intrepidus Extirpato, et Propagator diligens fidei Chistianae, tanquam bonus filius, et Priceps Catholicus, multimoda obsequia Matri tuae Sacrosanctae Ecclesiae impendisti, dignum memoriae nomen, et exemplum imitabile Posteris relinquens: Aequum est autem ut quos ad regimen et salutem populi ab alto dispensatis Coelestis elegit, Apostolica Sedes affectione sincera diligar, et in justis postulationibus studeat efficaciter exaudire. Proinde nos attendentes Personam tuam prudentia ornatam, justitia praeditam, atque ad Populi regimen idoneam, eam sub Beati Petri et nostra protectione suscipimus, et Regni Portugalensium cum integritate honoris Regni et dignitate, quae ad Reges pertinet, nec non omina loca quae cum auxilio Coelestis gratiae de Saracenorum manibus eripueris, in quibus jus sibi no possunt Christiani Principes circum positi vendicare, Excellentiae tuae concedimus, et authoritate Apostolica confirmamus. Ut autem ad devotionem et obsequium Beati Petri Apostolorum Principis et Sacro-sanctae Romanae Ecclesiae vehementius accendaris, haec ipsa prafatis Haeredibus tuis duximus concedenda, eosque super his quae concessa sunt Deo propitio, pro injuncti nobis Apostolatus Officio defendemus. Tua itaque intererit, Fili Charissime, ita circa honorem et obsequium Matri tuae Sacrosanctae Romanae Ecclesiae humilem et devotum exostere, et si te ipsum in eius oportunitatibus, et dilatandis Christianae fidei finibus exercere, ut de tam devoto et glorioso Filio Sedi Apostolicae gratuletur, ut in eius amore quiescat. Ad indicium autem quod praescriptum Regnum Beati Petri juris existat, pro amplioris reverentiae argumento, statuisti duas marhas auri annis singulis nobis, nostrisque successoribus persolvendas, quem unquem censum ad utilitatem nostram, successorumque nostrorum Bracharensi Archiepiscopo, qui pro tempore fuerit, tu et successores tui curabitis assignare. Decernimus ergo, ut nulli omnino licdar Personam tuam, aut Haeredum tuorum, vel etiam praefatum Regnum temere perturbare, aut eius possessiones aufferre, vel ablatas retinere, minuere, aut aliquivus vexationibus fatigare. Si qua igitur in futurum Ecclesiastica, secularisue Persona, sane nostram Constitutionis paginam sciens, contra eam venire temere tentaverit, secundo, tertioue commonita nisi reatum suum digna satisfactione correxirit, potestatis honorisque sui dignitate careat, reamque se divino Judicion existere de perpetua iniquitate cognoscat et a Sacratissimo Corpore et Sanguine Dei et Domini Redemptoris nostri Jesu-Christi aliean fiat, atque in extremo examine districtae ultioni subjaceat. Cunctis autem eidem Regno et Regi sua jura servantibus, sit pax Domini Jesu-Christi quatenus et hic fructum bonae actionis percipiant, et apud districtum Judicem praemia aternae pacis inveniant, Amen, Amen, Alexander" (latim)